# Week Without You
«Week Without You» —en español: «Semana sin ti»—es una canción grabada por la cantante y compositora estadounidense Miley Cyrus. El tema fue escogido para ser el segundo sencillo promocional de su sexto álbum de estudio Younger Now (2017). Fue publicado el 21 de septiembre de 2017, a solamente 8 días del estreno del disco por el sello discográfico RCA Records. Para principios de octubre de 2017, la canción acumulaba 3400 unidades vendidas en los Estados Unidos según el portal web Nielsen SoundScan.

## Antecedentes
Cyrus declaró lo siguiente en un comunicado de prensa para la revista musical estadounidense Rolling Stone Magazine sobre el proceso de composición del tema:

"Este proceso de escritura ha sido una experiencia muy diferente porque nunca he sacado un álbum de esta manera. La gente me ha estado preguntando últimamente, 'es esto como una re-introducción de ti misma? Pero no es eso en absoluto, en realidad, es más como ser esa persona que abraza todos mis seres anteriores. Este álbum es el más para mí ahora mismo que puedo ser."
Miley Cyrus para Rolling Stone;
22 de septiembre de 2017.

## Recepción de la crítica
El tema recibió críticas favorables por parte de los diferentes foros musicales desde Spin hasta MTV News pasando por Rolling Stone.
El mismo día del lanzamiento de la canción, Brian Josephs, redactor en Spin, catalogó a Week Without You como "otra canción inofensiva del nuevo trabajo de Cyrus tras Malibu y Younger Now".
The Musical Hype, fue un poco más duro sobre este nuevo lanzamiento argumentando lo siguiente: "Ugh. ¡Vamos Miley! "Week Without You" está bien. No es genial, pero está bien. En el contexto de Younger Now, "Week Without You" hace poco para crear emoción porque simplemente no es EXCITANTE! Las vibraciones retro están bien, pero será chocante si Younger Now logra dar la vuelta a la narrativa construida."
Titiana Cirisano, redactora en la revista Billboard, llamó al más reciente lanzamiento de Cyrus como "un himno de ruptura twangy, país-tinged que todo el mundo estaba esperando"
Y finalmente, MTV llamaba a la melodía del sencillo promocional como "una Miley que canta de salir de una melodía de guitarra de sonido familiar" y todo un "himno de ruptura en lo referente a relaciones románticas"

## Posicionamiento en las listas
| (2017)                                      | Posición más alta |
| ------------------------------------------- | ----------------- |
| Nueva Zelanda Hitseeker (Recorded Music NZ) | 8                 |